# Polyrhachis jurii
Polyrhachis jurii is een mierensoort uit de onderfamilie van de schubmieren (Formicinae). De wetenschappelijke naam van de soort is voor het eerst geldig gepubliceerd in 1935 door Karavaiev.